# Head shop
Un head shop è un negozio specializzato nella vendita di accessori correlati legati al consumo di cannabis, erbe e droghe leggere, nonché come oggetti legati alla new age, alla controcultura, riviste, musica, abbigliamento e arredamento. 
Sono diversi dagli smart shop nati nei Paesi Bassi ma presenti in tutta Europa, Italia compresa, che vendono sostanze psicoattive, in certi casi ai limiti della legalità.

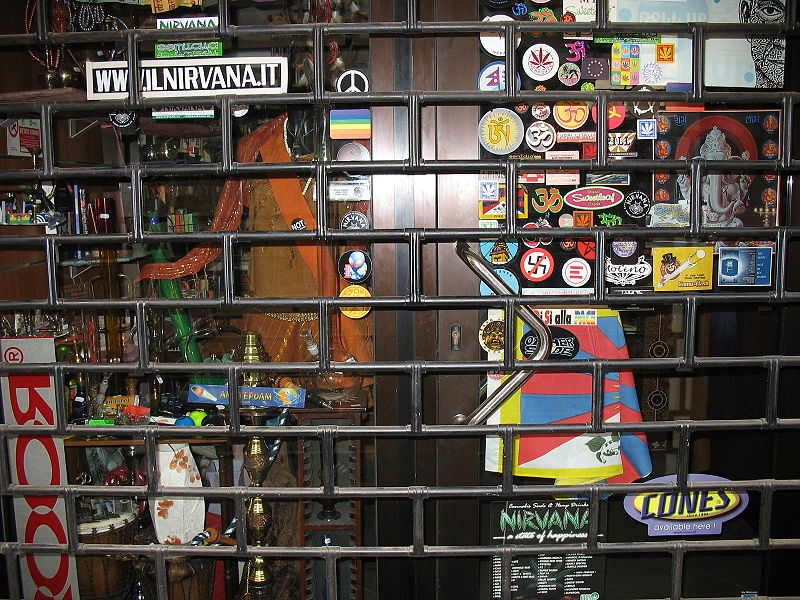
Un head shop a Firenze, Italia

## Storia
Gli head shop nascono negli anni sessanta in America nelle città ad alta concentrazione di giovani in età universitaria. Questi negozi furono un importante sbocco per il fumetto underground di Robert Crumb e altri artisti di controcultura. Essendo molto vicini al movimento pacifista contro la guerra del Vietnam e al flower power degli Hippy queste attività sono proliferate. La popolarità degli head shop svanì con l'invecchiamento della generazione baby boom; adesso sono conosciuti soprattutto negli USA anche se si possono trovare in ogni parte del mondo.
Fonti citano il Psychedelic Shop in Haight Street a San Francisco nel distretto di Haight Ashbury, in California, gestito dal veterano dell'esercito Ron Thelin con il fratello minore, come il primo negli Stati Uniti. L'apertura è datata 1964 in Clayton street e 3 gennaio 1966 in Haight street. 
Il quartiere è famoso per il suo ruolo di uno dei centri del movimento hippie, strettamente associato all'esplosione della beat generation. Nel quartiere hanno vissuto musicisti e politici come Big Brother and the Holding Company, Jefferson Airplane, Grateful Dead, Abbie Hoffman.

## Etimologia
L'etimologia del termine "head shop" è incerta. Può risultare dalla frase "get your head on" che veniva usata dai fumatori di canapa (pothead), ma questa costruzione può essere usata anche per descrivere i fans di gruppi musicali come all'epoca i "deadheads" fans dei Grateful Dead.

## Oggetti acquistabili
Gli accessori che possono essere acquistati in questi negozi sono ad esempio: pipe ad acqua (bong), cilum, rollatori ma anche incenso, e abbigliamento alternativo.
Oltre ad articoli che riguardavano l'uso della cannabis, venivano venduti incensi, abbigliamento Tie Die, poster più o meno psichedelici e accessori per rapporti sessuali come dildo e vibratori.